# Orlen Kolej
ORLEN Kolej Sp. z o.o. ist ein Eisenbahnverkehrsunternehmen in Polen. Es entstand 2002 aus dem Transportbetrieb der Raffinerie Danzig. Lotos Kolej war ein Tochterunternehmen der Grupa Lotos. 2022 wurde es, zusammen mit der Grupa Lotos, von PKN Orlen übernommen. Deren ebenfalls im Schienengüterverkehr tätiges Tochterunternehmen Orlen Koltrans verschmolz am 3. Juli 2023 auf Lotos Kolej. Seit Oktober 2024 trägt das Unternehmen den heutigen Namen.
Bei Lotos Kolej arbeiteten 969 Mitarbeiter (2016). Zur Fahrzeugbestand gehörten im gleichen Jahr 100 Lokomotiven und 4000 Güterwagen. Nach der Übernahme von Orlen Koltrans 2023 sind 180 Lokomotiven und 5500 Güterwagen.
Orlen Kolej hat am polnischen Schienengüterverkehr einen Marktanteil von ungefähr 10 % (gemessen an der Transportleistung) und ist damit das zweitgrößte polnische Eisenbahnverkehrsunternehmen im Güterverkehr.

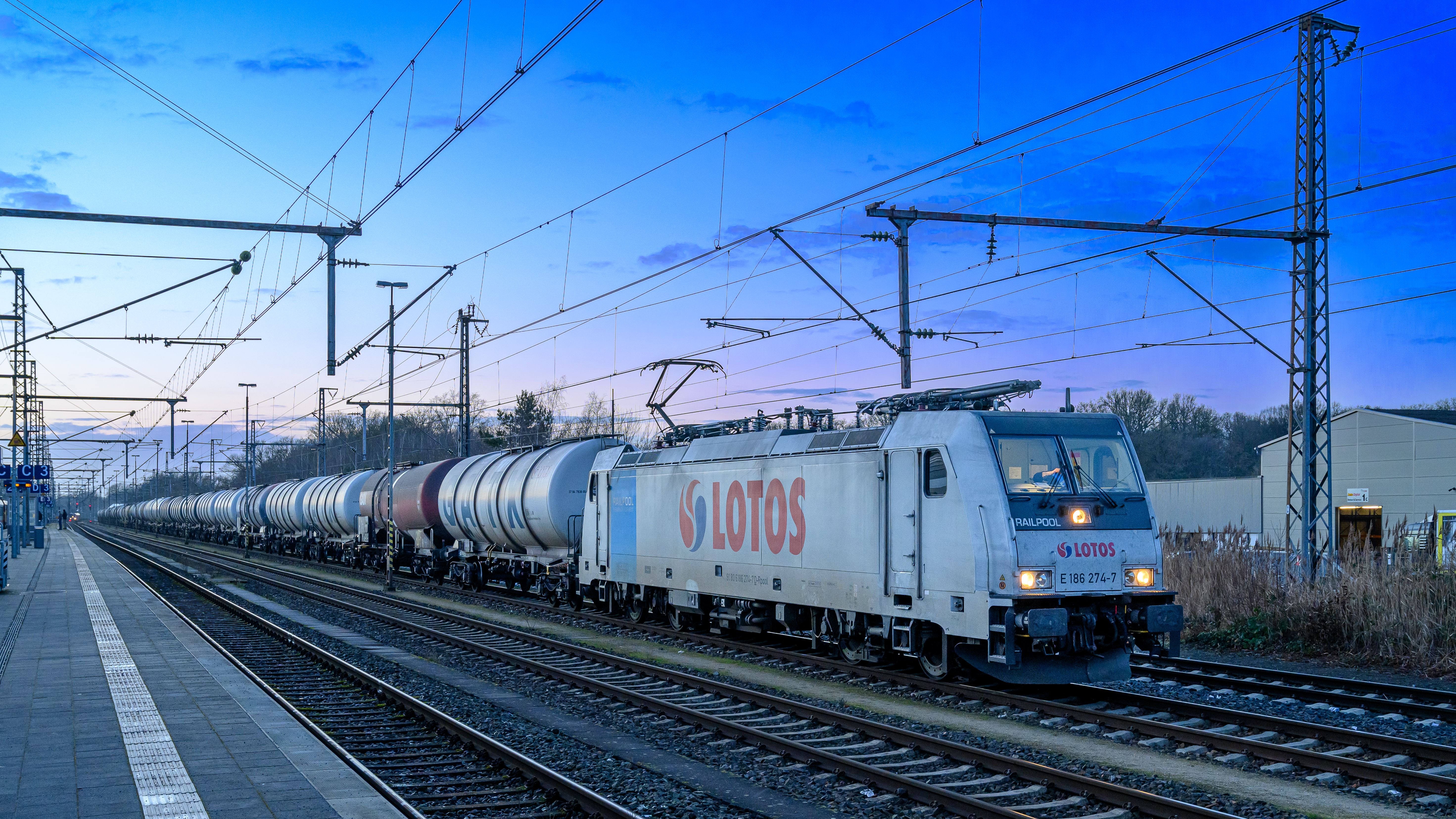
Ein Kesselwagenzug in Bad Bentheim.

Von und nach Deutschland nutzt Lotos Kolej die Grenzbahnhöfe Frankfurt (Oder) Oderbrücke und Horka Gbf. Die Züge mit den Zielen Hamburg, Duisburg, Bad Bentheim, Emmerich, Mainz und Bamberg transportieren Kraftstoffe, Kohle und Container. Für den grenzüberschreitenden Verkehr nutzt das Unternehmen Lokomotiven des Typs Traxx 186.